# 拉斐尔·科雷亚
拉斐尔·比森特·科雷亚·德尔加多（西班牙語：Rafael Vicente Correa Delgado；1963年4月6日—），出生于瓜亚基尔，厄瓜多尔经济学者及左翼民粹主义政治人物，曾任厄瓜多尔总统。

## 经历
科雷亚曾在美国讀書。2005年4月曾任厄瓜多尔财政和经济部长，8月被免职。除母语西班牙语外，科雷亚精通英语、法语和印第安部落土著语言。已婚，有一子二女。
2006年4月，他组建主权祖国联盟运动。2006年11月，他作为主权祖国联盟运动候选人参加总统选举，并在选举中获胜。2007年1月15日，宣誓就任厄瓜多尔总统。他上任後增加教育和医疗支出。科雷亚還试图精简厄瓜多尔的官僚机构，不過他自己所在的政黨反对此類紧缩措施。
2008年9月28日，厄瓜多尔以全民公决的方式通过了新宪法，并决定在新宪法的框架下重新进行总统选举。新宪法规定总统可以连任一次。2009年，科雷亚再次当选厄瓜多尔总统。
2013年2月17日，厄瓜多尔举行总统选举投票，根据厄瓜多尔全国选举委员会计票结果，科雷亚以较大优势击败另一候选人、银行家拉索，成功连任。
2017年不再連任，由利寧·莫雷諾接替其職权。
2018年7月3日，厄瓜多爾的一名法官在圍繞政治對手費南多·巴爾達（Fernando Balda）的綁架案進行審判期間未能出庭，並申請科雷亞拘捕令。 當時流亡到比利時的科雷亞否認了有關綁架的指控。2018年7月，國際刑警組織拒絕了厄瓜多爾簽發的逮捕令，並稱其“顯然是政治問題”。
2020年4月7日，國家法院刑事法院裁定科雷亞在2012-2016年卡索斯索博諾斯州貪污罪名成立。他被指控對一個貪污網絡負有全責，因而在缺席的情況下被判處8年徒刑，並且被禁止25年内在政府担任职务。2012年至2016年期間，在卡隆德萊特宮獲得了“不當捐款”，以資助他的政治運動，以換取與商人簽訂國家合同的權利，以及前住房和城市發展部前總統府司法部長秘書亞歷克西斯·梅拉、安吉利斯·杜阿爾特，前女議員维维安娜·博尼拉，前憲法法官和秘書帕梅拉·馬丁內斯。

## 美好生活社会主义
在2006年厄瓜多尔大选中，科雷亚提出在厄瓜多尔建立 “现代社会主义 ”。2007年1月15日，科雷亚正式就任总统并宣布厄瓜多尔将和委内瑞拉一样推行“21世纪社会主义”。2013年2月，科雷亚政府制定的《2013年—2017年美好生活国家计划》获公民投票通过；同年6月，颁布实施；该文件正式将厄瓜多尔的“21世纪社会主义”定名为“美好生活社会主义”。“美好生活社会主义”建立在对资本主义特别是新自由主义的理论批评的基础上。“美好生活社会主义”的主张包括：
1. 政治领域，将权力从少数既得利益者转移至广大民众。主张通过政治改革，建立参与式民主，使国家从为少数人服务的工具转变为服务于公共利益的人民国家。
2. 经济领域，提倡构建人与自然和谐的可持续经济，反对新自由主义，强调国家在经济中的主导地位。通过国有化能源部门、物价管控、取消中央银行独立性等措施，推动“社会和团结经济”的发展，以合作社经济和社区经济替代市场经济，减少对石油和采掘业的依赖，重点发展服务业、生态旅游和生物科技等第三产业。
3. 社会领域，以人为核心，致力于缩小贫富差距，维护中下层民众的利益。推动“社会教育和卫生革命”，改善医疗和教育，增加社会支出，提升弱势群体的福利，提高最低工资水平。
4. 外交领域，主张通过多极化的世界秩序，推动全球治理的民主化，反对美国非对拉丁美洲的干预[5][6]。

科雷亚的政治主张也被称为“科雷亚主义”。